# 西邑二三子
西邑 二三子（にしむら ふみこ）は、日本のフィギュアスケート選手（ペアスケーティング）。パートナーは瀧澤甲子彦。1955年全日本フィギュアスケート選手権優勝。

## 経歴
1955年、瀧澤甲子彦とカップルを組み、全日本選手権に出場し優勝。全日本の初代チャンピオンに輝いた。

## 主な戦績
| 大会/年      | 1955-56 |
| ------------ | ------- |
| 全日本選手権 | 1       |